# Канесса Роберт, Хулио
Хулио Октавио Канесса Роберт (исп. Julio Octavio Canessa Robert; 19 марта 1925, Антофагаста — 24 января 2015, Сантьяго) — чилийский военный и государственный деятель, член правящей военной хунты в 1985—1986 годах. Военачальник, политолог, преподаватель военных и гражданских вузов. В 1998—2006 — сенатор Чили.

## Строевой офицер и военный преподаватель
В 1942 году поступил в Военную академию. В 1944—1954 служил в пехотном полку, дислоцированном в чилийских Андах. Стажировался в военном училище Турина. Вернувшись в Чили, преподавал в военном колледже. Получил звание профессора Военной академии.
В 1962—1964 Канесса Роберт разрабатывал тактические новации пехотных операций и разведки. В 1965—1966 — секретарь чилийской военной миссии в США. После возвращения в Чили служил в генеральном штабе. В 1969 году — командир горнострелкового полка Tucapel. В 1970—1973 — директор унтер-офицерского училища. 29 июня 1973 участвовал в подавлении «Танкетасо» — военного мятежа против правительства Сальвадора Альенде. При этом явно сочувствовал мятежникам Роберто Супера и старался урегулировать ситуацию переговорами и уступками.

## Генерал и член хунты
После военного переворота 11 сентября 1973 Канесса Роберт получил звание бригадного генерала. В 1974 году возглавил консультативный комитет правящей военной хунты и комиссию по административной реформе. В 1975 руководил системой военного образования и Латиноамериканским центром по вопросам управления. В 1978 году — генерал-майор, командующий Северным военным округом. В 1979 — генерал-инспектор чилийской армии.
В 1982 году Канесса Роберт получил звание генерал-лейтенанта и должность заместителя главнокомандующего армией. 2 декабря 1985 года введён в состав правительственной хунты Чили. Занимал эту должность до 31 декабря 1986. Уход Канессы Роберта из хунты некоторые наблюдатели связали с ужесточением курса Пиночета после покушения в сентябре 1986. Генерал Умберто Гордон, сменивший Канессу Роберта, ранее возглавлял тайную полицию СЕНИ, орган политических репрессий.
В 1987—1990 генерал Канесса Роберт был президентом «Чилийской торговой корпорации», базировавшейся в Нью-Йорке.

## Учёный и правый сенатор
Хулио Канесса Роберт продолжил научно-преподавательскую и общественно-политическую деятельность после перехода от военного режима к демократическим порядкам.
В 1990 году он возглавил частный Университет Бернардо О’Хиггинса. С 1992 — магистр политологии Папского католического университета Чили. В 1993—1997 преподавал политические науки в Чилийском университете, Национальной академии политических и стратегических исследований и в военном колледже.
В 1998 году Хулио Канесса Роберт был кооптирован в сенат Чили как член Совета национальной безопасности. Оставался сенатором до 2006 года. Состоял в правительственных комиссиях по труду и по делам регионов. Занимал правые политические позиции. Сенатор Канесса Роберт выступал против левоцентристских проектов создания преференций для коренных индейских народностей. Он также оправдывал действия режима Пиночета по установке мин на чилийских границах, объясняя это необходимостью защиты от внешней агрессии.
Генерал Канесса Роберт не принадлежал к ближнему кругу Пиночета, не являлся активным участником переворота 1973 года, не замечен в политических репрессиях. Он оставался лоялен противнику режима генералу Карлосу Пратсу, публично выражал сожаления в связи с его гибелью. В то же время правоконсервативные взгляды Канессы Роберта предопределили его деятельность в органах военного режима.